# ハート・ロッカー
『ハート・ロッカー』（The Hurt Locker）は、キャスリン・ビグロー監督による2008年のアメリカ映画。イラクを舞台としたアメリカ軍爆弾処理班を描いた戦争アクション。
2008年のヴェネツィア国際映画祭、トロント国際映画祭で上映。第82回アカデミー賞では9部門にノミネートされ、作品賞、監督賞、オリジナル脚本賞、編集賞、音響効果賞、録音賞の6部門で受賞した。
タイトルはアメリカ軍のスラングで「苦痛の極限地帯」、「棺桶」を意味する。

## ストーリー
イラク戦争中の2004年、バグダッド郊外。アメリカ軍の危険物処理班は、路上に仕掛けられた「即席爆発装置（IED）」と呼ばれる爆弾の解体、爆破の作業を進めていた。だが、準備が完了し彼らが退避しようとしたその時、突如爆発を起こす。
罠にかかり殉職した隊員に代わり、新たな「命知らず」のウィリアム・ジェームズ軍曹が送り込まれてきた。安全対策も行わず、まるで死を恐れないかのように振る舞う彼を補佐するサンボーン軍曹とエルドリッジ技術兵は徐々に不安を募らせていく。虚勢を張るただの命知らずなのか、勇敢なプロフェッショナルなのか。彼らの不安とは関わりなく、地獄の炎天下で処理班と姿なき爆弾魔との壮絶な死闘が続く。

## 登場人物
ウィリアム・ジェームズ一等軍曹
トンプソンの後任としてブラボー中隊に赴任した爆弾処理班班長。EOD（爆発物処理）の専門家であり、解体した爆弾は873個以上のベテランだが、大胆不敵で危険を顧みないスタンドプレーが目立ち班に波紋をおこす。
第75レンジャー連隊第3大隊出身。アフガニスタンでの任務経験がある。左半身の腹から胸にかけて爆発物によるとおぼしき傷痕が残っている。本国では離婚後もそのまま一緒にいる妻と幼い息子と同居。
J.T.サンボーン三等軍曹
爆弾処理班の上級隊員。チームワークや危険を顧みないジェームズと反発する。砂漠で襲撃を受けた際、ジェームズを観測手にバレットで正確な射撃をした。EODの前は諜報部に7年所属。本国の彼女は子供を欲しがっているがサンボーン自身は踏みきれないでいる。
オーウェン・エルドリッジ特技兵
爆弾処理班の下級隊員。トンプソンの死に責任と恐怖を感じており、軍医ケンブリッジがカウンセリングに来るとしばしば否定的な発言をする。砂漠の襲撃ではジェームズに励まされサポートをこなし、自身で初めて敵を殺した。ジェームズの誤射により大腿部を負傷し帰国。
マシュー・マット・トンプソン二等軍曹
前任の爆弾処理班の班長。任務中にIED（即席爆発装置）で死亡した。
ジョン・ケンブリッジ中佐
軍の精神分析医。トンプソンの死で士気の落ちたエルドリッジにカウンセリングを行い助言する。エルドリッジの発言を発端に、ジェームズ班の任務に同行した際IEDにより死亡。
ベッカム
ビクトリー基地の前で兵士達を相手にDVDを売るサッカー好きの少年。ジェームズと親交を深めるが、ある事件を期に避けられる。

## キャスト
| ジェレミー・レナー |  | アンソニー・マッキー |  | ブライアン・ジェラティ |
| ジェレミー・レナー |  | アンソニー・マッキー |  | ブライアン・ジェラティ |

※括弧内は日本語吹替
- ウィリアム・ジェームズ一等軍曹 - ジェレミー・レナー（加瀬康之）
- J・T・サンボーン三等軍曹 - アンソニー・マッキー（坂詰貴之）
- オーウェン・エルドリッジ特技兵 - ブライアン・ジェラティ（土田大）
- マシュー・“マット”・トンプソン二等軍曹 - ガイ・ピアース（東地宏樹）
- ジョン・ケンブリッジ軍医中佐 - クリスチャン・カマルゴ（入江崇史）
- PMC分隊長 - レイフ・ファインズ（原康義）
- リード大佐 - デヴィッド・モース（楠見尚己）
- コニー・ジェームズ - エヴァンジェリン・リリー（北西純子）
- ベッカム - クリストファー・セイエ（竹内順子）

## 作品解説
低予算のためカメラは、スーパー16ミリカメラが使用され、同時に4台以上のカメラで撮影するスタイルを取り、その結果、撮影されたフィルムは200時間に及んだという。俳優達は、実際にアメリカ軍の軍事訓練を受けて撮影に臨んでいる。また、通常のハリウッドの撮影条件とは違い、誰一人個人用のバスルームや空調の整ったトレーラーは与えられなかったという。製作費は約16億円。

### ロケ地
撮影は2007年、クウェートとヨルダンのアンマンで行われた。治安面から当初はモロッコで撮影する段取りもされていたが、監督の判断で物語の舞台に近い中東で撮影された。
撮影場所によっては、イラク国境からわずか3マイルの場所だった時もある。

### 音楽
音楽に、反ブッシュで知られるインダストリアル・ロックバンド、ミニストリーが3曲提供している。

### トラブル
製作者の一人・ニコラ・シャルティエが、アカデミー賞の投票権を持つ映画芸術科学アカデミーの会員に電子メールで投票を呼び掛けるなどの不正行為を行い同氏のアカデミー賞授賞式への出席は禁止された。
アカデミー賞授賞式直前にはイラク戦争でアメリカ陸軍の爆破物処理班に所属していた曹長がモデルは自分であるとして訴えを起こした。弁護士によれば作中で主人公が使うコールサイン、「ブラスター・ワン」や映画のタイトルは曹長が考えた言葉だと主張している。

## 評価
ポール・リークホフ（全米イラク・アフガニスタン帰還兵協会会長）は、「戦争を分かりやすく伝えようとしているが、経験者の私たちはあまりの不正確さにうんざりしてしまう。調査不足というだけでなく、端的に言えば米軍への敬意に欠けている」と、この映画に対して不満を述べている。
ゲイツ元国防長官は好評したが、2010年時点で現役のEODチーム兵士の意見は異なる。また、国防総省は当初、撮影に協力し現場にトッド・ブレスシール中佐（Todd Breasseale）を送ることになっていたが問題が発覚したため中止になったという。

## 主な受賞
- ハリウッド映画祭：監督賞、ブレイクスルー男優賞
- ゴッサム賞：作品賞、アンサンブル演技賞
- 2009年ナショナル・ボード・オブ・レビュー：ブレイクスルー男優賞
- 第35回ロサンゼルス映画批評家協会賞：作品賞、監督賞
- 第75回ニューヨーク映画批評家協会賞：作品賞、監督賞
- ボストン映画批評家協会賞：作品賞、監督賞、主演男優賞、撮影賞、編集賞
- 第44回全米映画批評家協会賞：作品賞、監督賞、主演男優賞
- 第14回サテライト賞：作品賞 (ドラマ部門)、主演男優賞 (ドラマ部門)、監督賞、編集賞
- 全米製作者組合賞：作品賞
- 全米監督協会賞：作品賞
- 第63回英国アカデミー賞：作品賞、監督賞、オリジナル脚本賞、編集賞、音響賞、撮影賞
- 第82回アカデミー賞：作品賞、監督賞、オリジナル脚本賞、編集賞、音響効果賞、録音賞

## その他
- 劇中にXbox 360のゲームソフト『Gears of War』が登場するが、このゲームの発売は2006年であり、本作の時代設定である2004年には存在しない。そもそもXbox 360本体自体が発売されていない（2005年発売）。
- 劇中でジェームズが首から下げているドッグタグは1枚だが、これは実際の爆弾処理班が爆弾被害を想定してもう一枚をブーツに入れていることに基づく[7]。
- エルドリッジは左胸にタバスコ瓶をつけている。これはトレーニングを担当した兵士の一人がタバスコ瓶を胸につけていたことに発想を得ている。ビグロー監督は、MRE（軍事行動中の食料）の不味さをマシにする為のものだろうとコメント[8]。
- 劇中装備しているヘルメットの紐後部の表記から血液型がわかる。ジェームズ A NEG(A型RH-)、サンボーンA POS(A型RH+)、エルドリッジO POS(O型RH+)
- 最初の爆弾の解体をしに行くジェームスが使用するサイドアームは本来は米軍正規採用のベレッタM92FSであるが税関手続き上調達が出来なくそれに似たベレッタM92を調達して撮影をした[9]。